# Pollap Municipality
Pollap Municipality är en kommun i Mikronesiska federationen.   Den ligger i delstaten Chuuk, i den västra delen av landet, 1 000 km väster om huvudstaden Palikir. Antalet invånare är 905.
Följande samhällen finns i Pollap Municipality:
- Pulap Village